# Salvador Sánchez Cerén

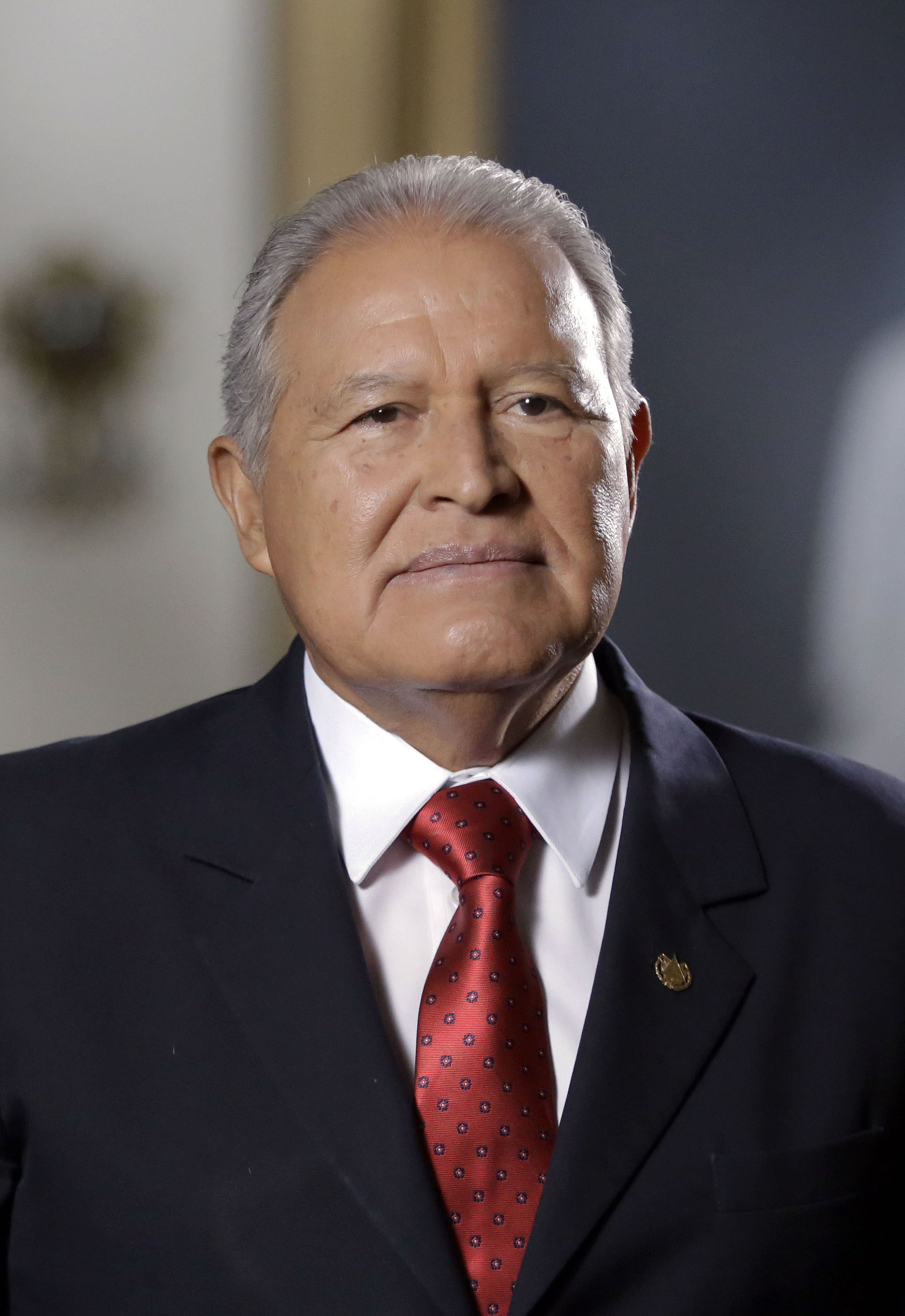
Salvador Sánchez Cerén (2017)

Salvador Sánchez Cerén (* 18. Juni 1944 in Quezaltepeque, Departamento La Libertad) alias Comandante Leonel González ist ein salvadorianischer Politiker (FMLN). Vom 1. Juni 2014 bis zum 1. Juni 2019 war er Präsident seines Landes.

## Leben
Seine Familie war in der Landwirtschaft tätig. Er studierte an der Escuela Normal de San Salvador Lehramt für Grundschule und wurde Lehrer. In den späten 1960ern war er Gründungsmitglied des salvadorianischen Lehrerverbandes Asociación Nacional de Educadores Salvadoreños (ANDES 21 DE JUNIO). 1970 beteiligte er sich an der Organisierung der Fuerzas Popular de Liberación "Farabundo Martí" (FPL), die erste politisch linke Organisation in El Salvador, welche den sozialen Konflikt mit Waffen lösen wollte. Weitere Gründungsmitglieder der FPL waren Mélida Anaya Montes, welche ebenfalls bei ANDES eine leitende Funktion hatte, und Salvador Cayetano Carpio. Nachdem 1983 Salvador Cayetano Carpio nach dem Mord an der stellvertretenden FLMN-Kommandeurin Mélida Anaya Montes Selbstmord beging, wurde Salvador Sánchez Cerén Befehlshaber der FPL im Bürgerkrieg und vertrat diese bei der FMLN und bei den Friedensverhandlungen im Schloss Chapultepec.
Seit 2000 ist er Abgeordneter im Parlament von El Salvador für die Frente Farabundo Martí para la Liberación Nacional.
Von 2001 bis 2004 war er Generalkoordinator der FMLN. Als Schafik Handal am 24. Januar 2006 starb, übernahm er von diesem den Fraktionsvorsitz der FMLN im Parlament. Bei der Präsidentenwahl im März 2009 kandidierte Sánchez Cerén als Vizepräsident von Mauricio Funes und wurde zusammen mit diesem gewählt.
Bei der Präsidentschaftswahl 2014 in El Salvador war er der Kandidat der regierenden Linkspartei Befreiungsfront Farabundo Martí (FMLN). Die für einen Sieg im ersten Durchgang erforderliche Marke von mehr als 50 Prozent hat er am 2. Februar 2014 knapp verfehlt (49,2 Prozent). Die erforderliche Stichwahl fand am 9. März 2014 gegen den Kandidaten der rechten Nationalrepublikanischen Allianz (ARENA), Norman Quijano statt. Dieser kam im ersten Wahlgang auf 38,9 Prozent der Stimmen. Im zweiten Wahlgang am 9. März 2014 erhielt Salvador Sánchez Cerén 50,11 Prozent der Stimmen, sein Kontrahent 49,89 Prozent. Er leitete das Kabinett Cerén.
Bei der Präsidentschaftswahl 2019 trat Sánchez Cerén nicht mehr als Kandidat der FMLN an, sondern Hugo Martínez. Dieser unterlag jedoch dem jungen Gegenkandidaten Nayib Bukele von der Mitte-Rechts-Partei Gran Alianza por la Unidad Nacional (GANA), der das Präsidentenamt am 1. Juni 2019 übernahm.
Im Juli 2023 wurde er vom Außenministerium der Vereinigten Staaten wegen "erheblicher Korruption durch Geldwäsche" während seiner Amtszeit als Vizepräsident, zusammen mit dem damaligen  Präsidenten Mauricio Funes sanktioniert.